# Uszty-aldani járás

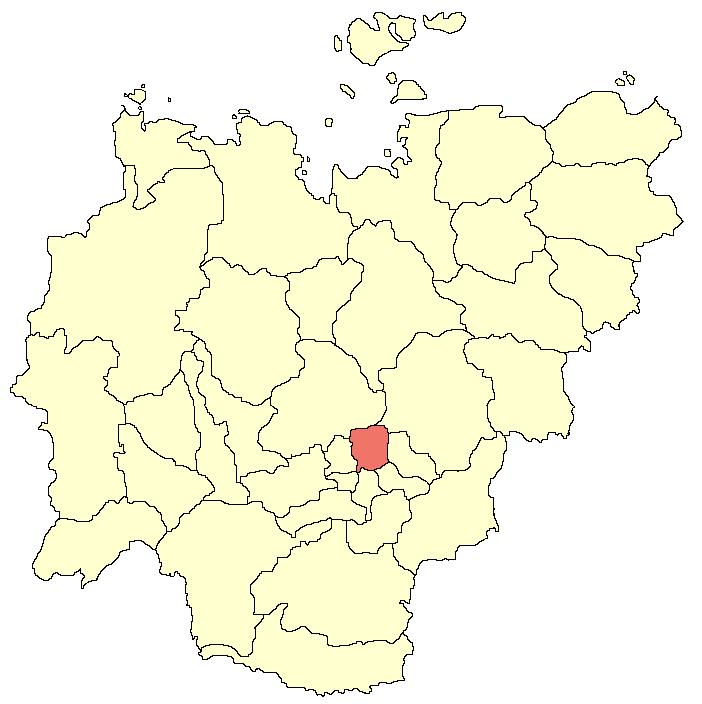
Az Uszty-Aldani járás Jakutföldön

Az Uszty-Aldani járás (oroszul Усть-Алданский улус, jakut nyelven Уус-Алдан улууһа) Oroszország egyik járása Jakutföldön. Székhelye Borogonci.

## Népesség
- 1989-ben 21 389 lakosa volt, melynek 97,2%-a jakut, 1,6%-a orosz, 0,2%-a even, 0,2%-a evenk.
- 2002-ben 22 372 lakosa volt, melynek 98%-a jakut.
- 2010-ben 22 155 lakosa volt, melyből 21 787 jakut, 82 evenk, 74 orosz, 51 even stb.